# アルビの司教都市
「アルビの司教都市」は、ユネスコの世界遺産登録物件の一つで、フランスのタルヌ県の都市アルビに残る中世の建造物群を対象としている。

## 概要
アルビジョワ十字軍を経て、13世紀以降のアルビは、ローマ・カトリック教会が権勢を振るう都市となった。その司教都市（La cité épiscopale）は、アルビを流れるタルヌ川左岸に位置し、アルビの歴史的中心地にあたる。
アルビには歴史的な記念建造物が多くある。市の中心部はきわだって保存状態がよく、アルビの黄金時代を伝える数多くの建造物が残っている。旧市街には、中世の趣きを残す街路やルネサンス期の建造物群が多く残り、タルヌ川とその橋などとともに、独特の都市景観を呈している。このことから、1996年には「タルヌ県のアルビに残るレンガ造りの都市建造物群、大聖堂、ベルビ宮殿およびタルヌ川にかかる橋」（Albi (Tarn) : ensemble urbain de briques, cathédrale, Palais de la Berbie, Pont sur le Tarn）の名で世界遺産暫定リストに掲載され、2010年に正式登録された。

## 構成要素
世界遺産は主に2つの要素から成り立っている。
1. ベルビ宮殿、サント＝セシル大聖堂、サン＝サルヴィ参事会聖堂などの歴史的建造物。
2. マドレーヌ地区を含むタルヌ川右岸の歴史的な都市景観（ポン・ヴィユーを含む）。

### キリスト教関連

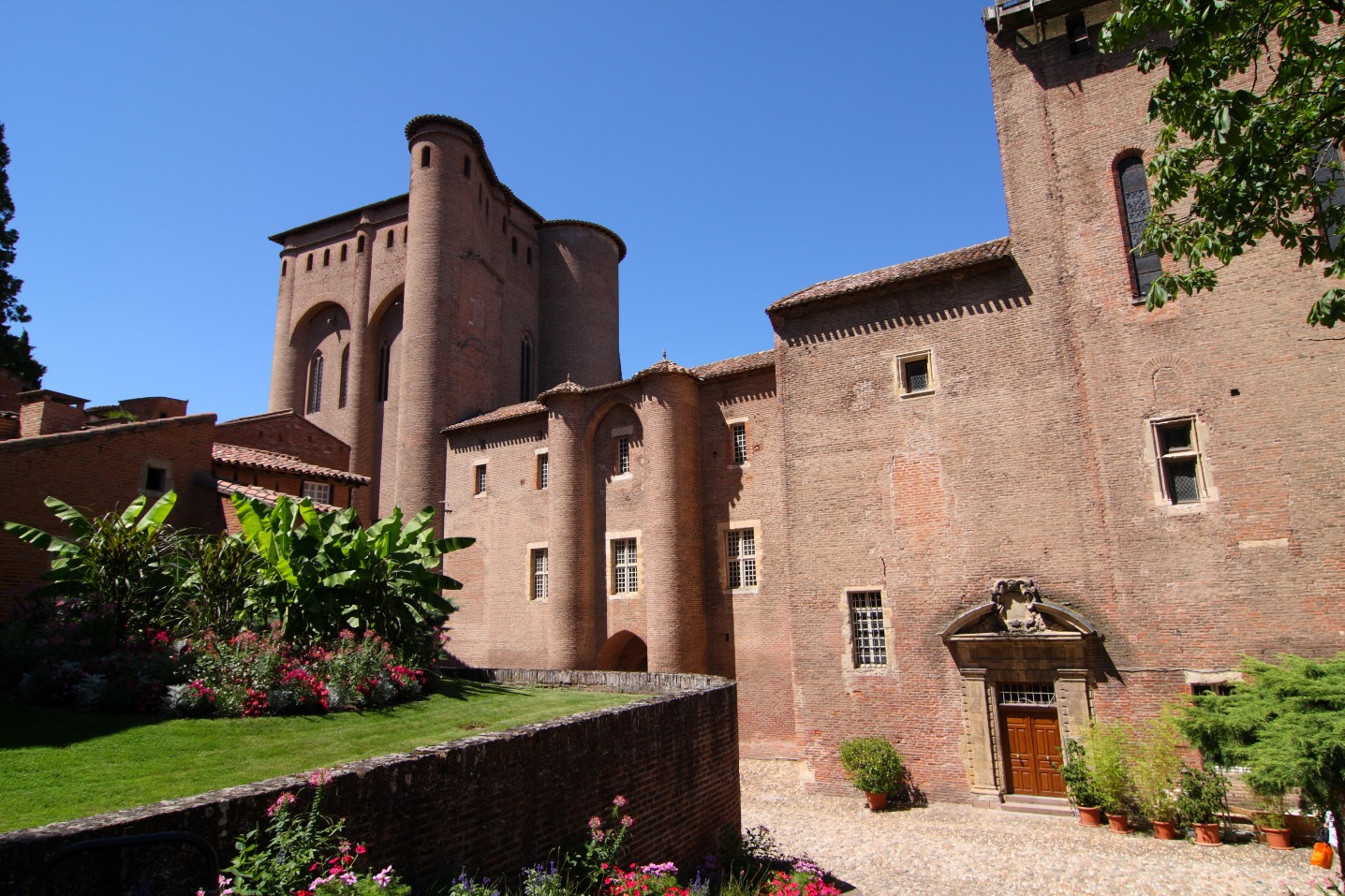
ベルビ宮殿

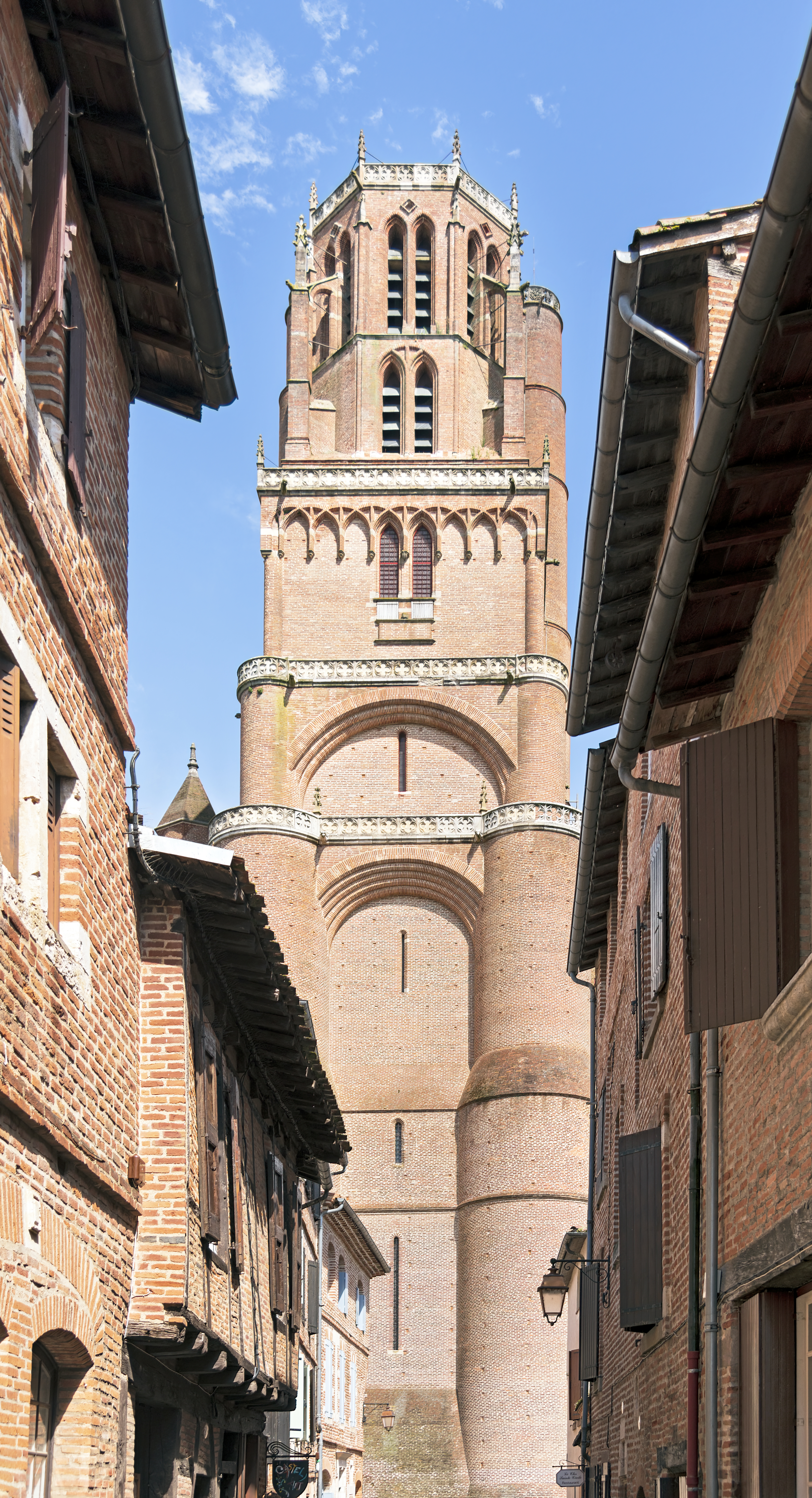
サント＝セシル大聖堂の鐘楼

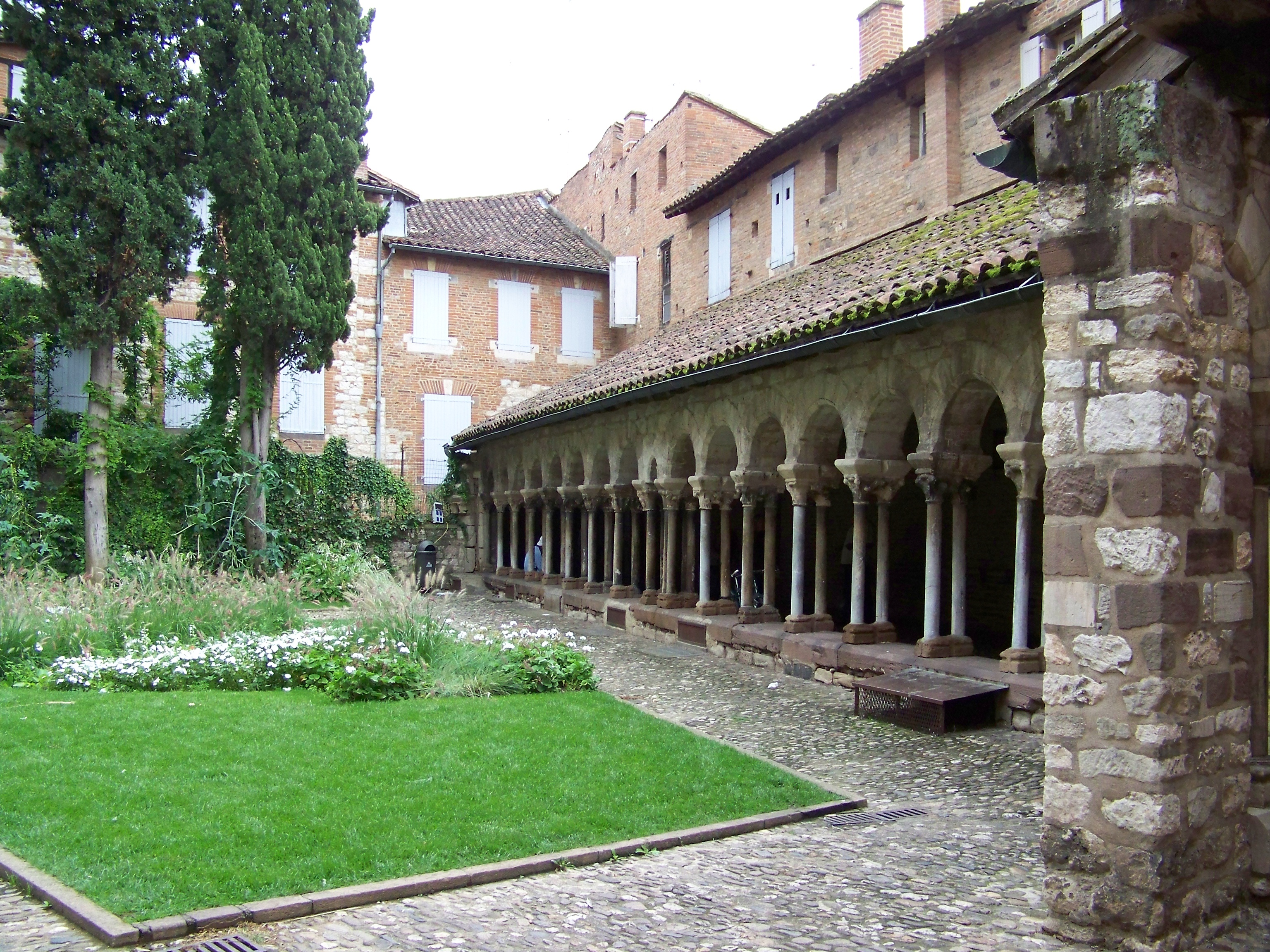
サン＝サルヴィ参事会聖堂の回廊

ベルビ宮殿（Le Palais de la Berbie）とその庭園は、大聖堂とともにアルビジョワ十字軍後に打ちたてられた司教都市を構成している。こうした建造物群は、十字軍後にアルビの主人となった司教たちを、カタリ派やブルジョワたちの敵意から守った。同時にそれは、外敵の侵攻を食い止めるとともに異端審問を強化させた。
ベルビ（Berbie）の名はオック語で司教を意味するビスベ（bisbé）に由来する。13世紀に司教ベルナール・ド・カスタネ（fr:Bernard de Castanet）が、それらの建造物群の建設において決定的な役割を果たした。彼は高さ50メートルのドンジョン（donjon, 城などの主塔）、4つの塔、そして城壁を建造させ、宮殿は幕壁とタルヌ川にまで伸びる外壁とで取り囲ませた。それは元々は城砦だったわけだが、数世紀を経て邸宅へと変貌した。
ベルビ宮殿は1905年に県が所有する財産となり、アルビ市長アンドリューはそこにアルビ博物館（le musée d'Albi）を設置した。アンリ・ド・トゥールーズ＝ロートレックが1901年に没し、1922年に彼の母親によって市に作品群が寄贈されると、博物館はロートレック記念美術館となった。
サント＝セシル大聖堂（La cathédrale Sainte-Cécile）は、13世紀から16世紀にかけてアルビ司教たちによって建造されたものである。それはレンガ造りであることと、フランスで作成されたイタリア風絵画の膨大な集積からなる内装などによって、中世のゴシック様式の傑作のひとつになっている。特に身廊を飾る「最後の審判」を描いた天井画は高く評価されている。
大聖堂の奥行きは114メートル、幅35メートル、高さ40メートルで、レンガ造りの聖堂としては世界最大とも言われる。高さ78メートルの鐘楼の塔の入り口は、設置場所の都合で正門の方ではなく身廊の側に付いている。15世紀にはドミニク・ド・フロランス門とともに改築が加えられ、16世紀には入り口のポーチや大天蓋が付け加えられた。19世紀には建築家セザール・ダリ（César Daly）による増築が行われ、7メートルの控え壁や巡回路などが付け加えられた。
大聖堂の周りには、同じ名前のサント＝セシル広場がある。この広場には2005年に多くの歩行者用のスペースが再整備された。
サン＝サルヴィ参事会聖堂（La collégiale Saint-Salvi）は、6世紀の初代アルビ司教である聖サルヴィを記念して建造された古い聖堂である。建造物は石造とレンガ造りが入り混じっており、11世紀から18世紀まで、長期間にわたり改修が加えられ続けてきた。
この聖堂にある回廊はロマネスク様式とゴシック様式が入り混じっており、その周囲にはかつて参事会員の住居に使われていた古く美しい住宅が残っている。鐘楼の土台は11世紀のロマネスク様式だが、2階はゴシック様式である。

### 旧市街関連

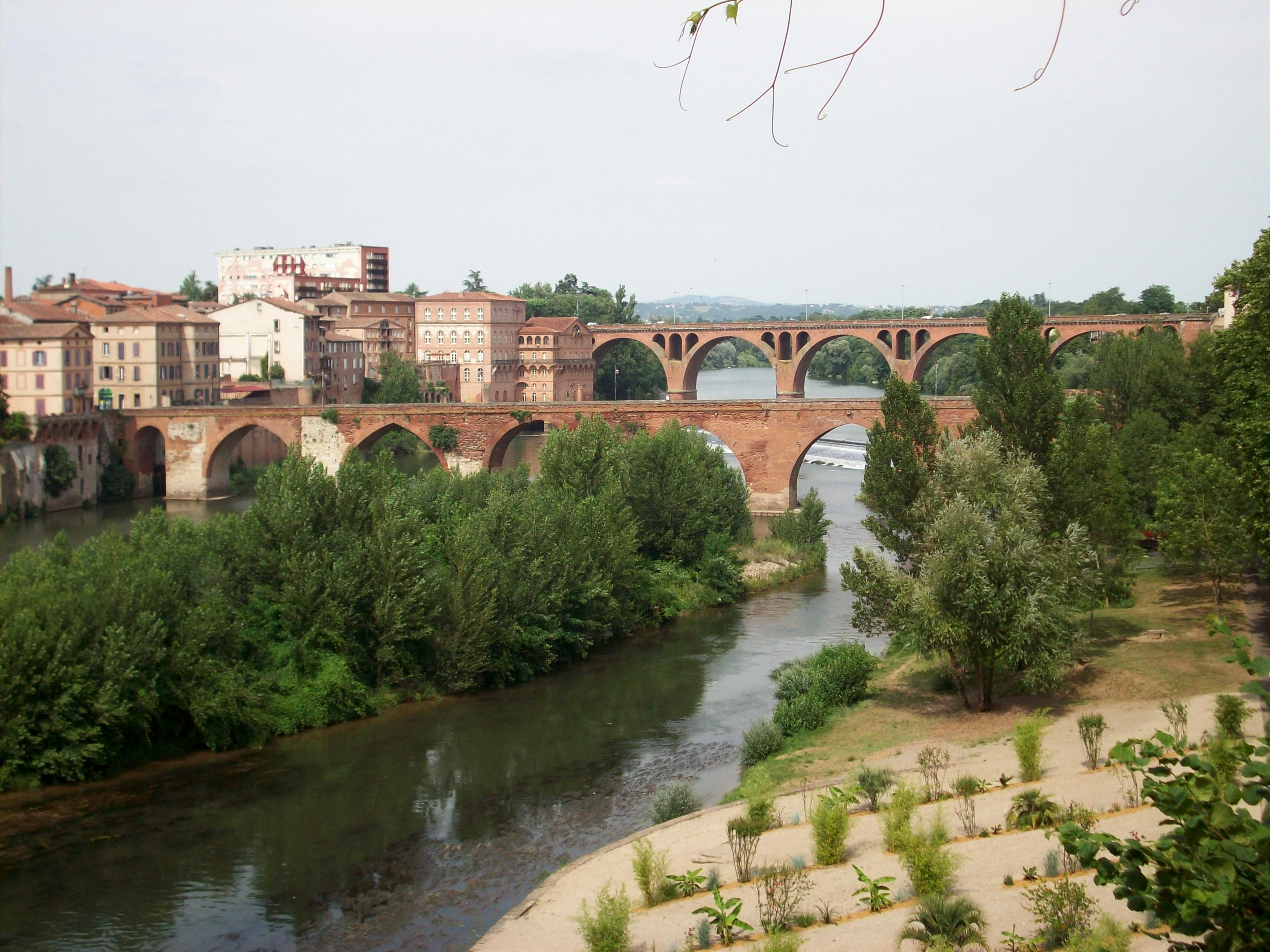
ポン・ヴィユーとポン・ヌフ

タルヌ川にかかるポン・ヴィユー（Le pont Vieux, 古い橋）は、1035年に建造されたもので、何度も改築されてきた。この橋によって、タルヌ川右岸がマドレーヌ地区とともに発展してきた。14世紀には要塞化され、跳ね橋の機構を備えるようになった。それとは別に1868年にポン・ヌフ（Le pont Neuf, 新しい橋）が建造された。
15世紀から16世紀にかけて、アルビはタイセイ（大青, pastel）の取引で大いに繁栄した。当時のフランスでは、色落ちしない青色染料に使えることから、タイセイがもてはやされていたのである。そうして潤ったアルビの富豪たちは、塔やイタリア式のロッジア（屋根付バルコニー）を備えた邸宅を建造していった。その中でも特に美しいのがリヴィエール邸（l'hôtel de la Rivière）、ゴルス邸（l'hôtel de Gorsse）、レネス邸（l'hôtel de Reynès）などである。
レネス邸は、レネスという名のタイセイ商人によって1520年に建築されたルネサンス様式の邸宅で、現在は商工会議所が入っている。その中庭はレンガと石で構成されており、フランソワ1世やその妻エレオノール・ドートリッシュの彫像やロッジアに取り囲まれている。

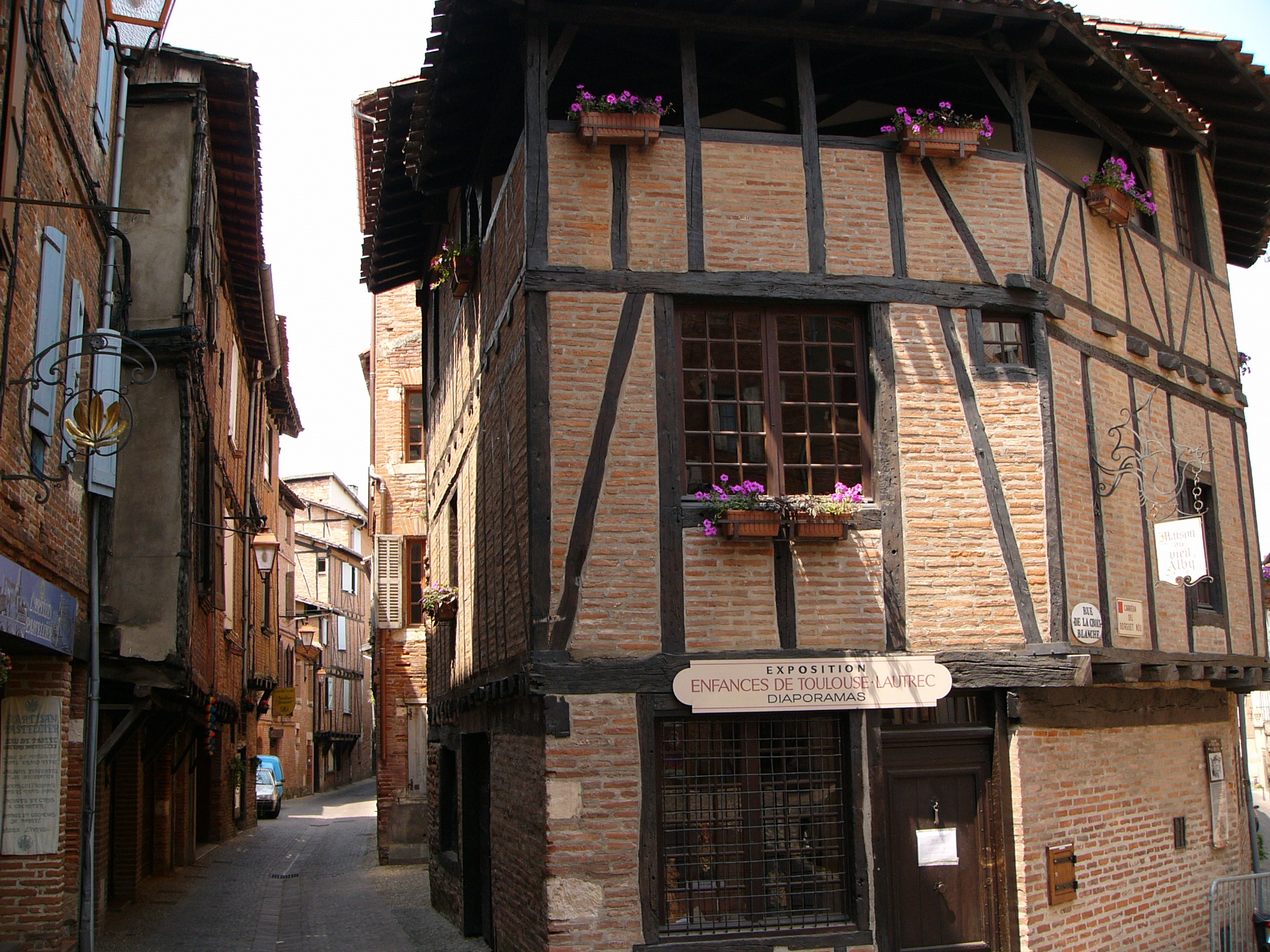
アルビの街路

都市中心部のいくつかの街路には、ルネサンス様式の木骨造の住宅が残る。その中でも、ピュシュ・ベランギエ通り（rue Puech Béringuier）とクロワ・ブランシュ通り（rue Croix Blanche）の角にあるヴィエイユ・アルビの家（La maison du Vieil Alby）は、典型的なアルビの住宅といえる。この住宅は、来客用に独特の展示をしていることから、多くの人が訪れている。苦業会員の薬局ことアンジャルベール宅（La Pharmacie des pénitents ou maison Enjalbert）も、16世紀に建てられたルネサンス様式の住宅である。そこには男根を擬人化した木彫りの像が置かれている。

## 登録
1996年9月20日に「タルヌ県のアルビに残るレンガ造りの都市建造物群、大聖堂、ベルビ宮殿およびタルヌ川にかかる橋」の名で世界遺産暫定リストに掲載され、2010年の第34回世界遺産委員会での初審議を経て正式に世界遺産に登録された。文化遺産としてのカテゴリーは「建造物群」である。
登録にあたっては、中世に司教が支配した都市の特色や、レンガを用いた南フランスのゴシック建築の特色をよく残していることなどが評価された。

### 登録基準
この世界遺産は世界遺産登録基準のうち、以下の条件を満たし、登録された（以下の基準は世界遺産センター公表の登録基準からの翻訳、引用である）。
- (4) 人類の歴史上重要な時代を例証する建築様式、建築物群、技術の集積または景観の優れた例。
- (5) ある文化（または複数の文化）を代表する伝統的集落、あるいは陸上ないし海上利用の際立った例。もしくは特に不可逆的な変化の中で存続が危ぶまれている人と環境の関わりあいの際立った例。